# Dirk Oncken
Dirk Gerhard Konrad Oncken (* 2. Juni 1919 in Heidelberg; † 2015) war ein deutscher Diplomat und Historiker.

## Werdegang
Dirk Oncken wurde als Sohn des Historikers und Universitätsprofessors für neuere Geschichte Hermann Oncken (1869–1945) und dessen Frau Margarete, geb. Weber (1876–1954), in Heidelberg geboren. Er besuchte bis Herbst 1928 die Grundschule in München und nach dem Umzug der Familie nach Berlin das Arndtgymnasium in Berlin-Dahlem, an dem er im Februar 1937 das Abitur ablegte. Nach Ableistung der Arbeitsdienstpflicht im Sommerhalbjahr 1937 studierte Oncken – unterbrochen vom Kriegsdienst in der Wehrmacht – Jura, Geschichte und Geographie an der Universität Berlin. Nach Entlassung aus der Kriegsgefangenschaft nahm Oncken sein Studium an den Universitäten Göttingen und Freiburg wieder auf und wurde 1948 in Freiburg bei Gerhard Ritter mit einer Arbeit über Das Problem des „Lebensraums“ in der deutschen Politik vor 1914 zum Dr. phil. promoviert. Im Anschluss war er als wissenschaftlicher Assistent an der Universität Hamburg und als Redakteur im Verlagswesen tätig. Zudem fungierte er als Geschäftsführer der Vereinigung Südwest für Nordbaden in Weinheim und des Bundes für Bürgerrechte.
Oncken trat Anfang 1952 in den Auswärtigen Dienst ein und begann seine Laufbahn in der Politischen Abteilung des Auswärtigen Amtes. Von 1954 bis 1956 war er bei der Ständigen Vertretung der Bundesrepublik Deutschland beim Europarat, von 1959 bis 1962 bei der Deutschen Botschaft Neu Delhi und von 1966 bis 1968 bei der Ständigen Vertretung der Bundesrepublik Deutschland bei der NATO tätig. Er wurde ab 1968 als Gesandter bei der Deutschen Botschaft Washington eingesetzt und war von 1970 bis 1972 als Ministerialdirektor Leiter des Planungsstabes im Auswärtigen Amt.
Von 1972 bis 1977 war Oncken Botschafter in Griechenland, von 1977 bis 1979 Botschafter in Indien und von 1979 bis 1984 Botschafter in der Türkei. Seine Tochter ist die Diplomatin Emily Haber.

## Ehrungen
- 1969: Verdienstkreuz 1. Klasse der Bundesrepublik Deutschland
- 1977: Großes Verdienstkreuz der Bundesrepublik Deutschland
- 1984: Großes Verdienstkreuz mit Stern der Bundesrepublik Deutschland

## Schriften
- Das Problem des „Lebensraums“ in der deutschen Politik vor 1914. (Freiburg (Breisgau), Univ., Diss., 1948).